# Cajun Roosters

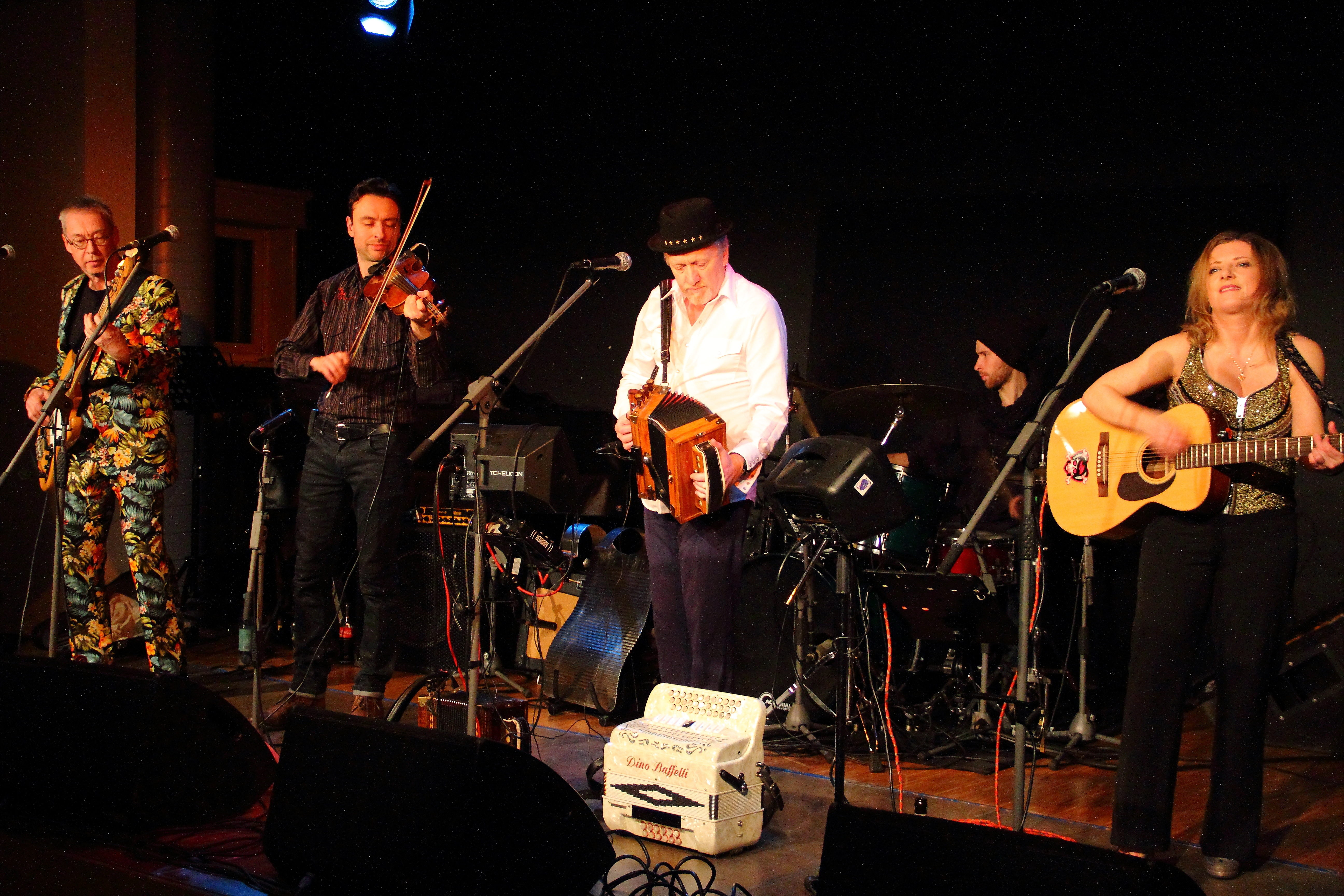
I Cajun Roosters.

I Cajun Roosters sono un gruppo musicale europeo che esegue musica cajun e zydeco, originaria dello stato americano della Louisiana.
L'attuale band è formata da Chris Hall (fisarmonica e voce), Hazel Scott (chitarra e voce), David Buyle (violino e washboard), Michael Bentele (basso) e Antoine Fève (batteria). Tutti i brani sono cantati in inglese o francese.
Il gruppo ha avuto origine in Germania con i Cajun Pioneers, fondati nel 1998 da Luitger Fräger (fisarmonica e voce). Gli altri membri della band erano Hartmut Hegewald (violino, mandolino, washboard, triangolo), Klaus Warler (chitarra), Michael Bentele (basso) e Olaf Markewitz (batteria).
Dopo la scomparsa di Luitger Fräger, avvenuta l'11 febbraio 2005 in un incidente stradale, il gruppo si riformò con l'ingresso degli inglesi Chris Hall alla fisarmonica e Sam Murray alle percussioni. Assieme ad altri tre membri dei Cajun Pioneers diedero vita alla band attuale. La grande esperienza di Chris Hall permise al gruppo di raffinare il proprio stile interpretativo, fino a raggiungere un livello ineguagliato al di fuori della Louisiana. Il suo contributo è stato fondamentale per motivare il gruppo a diventare la migliore band di musica cajun e zydeko in Europa.
Il loro primo album, Crank It Up, uscì nel 2006 ed ebbe subito un grande successo. In agosto 2007, nell'ambito dei CFMA-Awards (Cajun Folk Music Awards) di Lafayette in Louisiana, gli fu assegnato il "Prix Dehors de Nous", riservato a gruppi non nativi della Louisiana.
In novembre 2008 uscì il loro secondo album, Double Shot. Alla fine del 2009 Klaus Warler lasciò la band e fu sostituito dalla cantante e chitarrista scozzese Hazel Scott. In febbraio 2011 fu pubblicato l'album Okra and a pepper e in aprile 2012 il batterista Sam Murray lasciò per motivi di salute e fu sostituito dal francese Antoine Fève. In dicembre 2012 i Cajun Roosters si sono esibiti a Sumatra in Indonesia nel Sawahlunto World Music Festival. Nella primavera del 2013 il violinista Hartmut Hegewald fu sostituito dal belga David Buyle. In autunno del 2013 è uscito il loro sesto CD,  Hell Yeah!.

## Discografia
Cajun Pioneers
- Good Rockin' Louisiana Cajun Music (1999)
- Jolie Blonde (2001)
- Tante Na Na (2003)

Cajun Roosters
- Crank It Up (2006)
- From the swamps and bayous of Louisiana (2008)
- Double Shot (2008)
- Toot Toot (Cajun Roosters, feat. Dwayne Dopsie) (2009)
- Okra and a pepper (2011)
- Songs of death, divorce, drinking and dancing (2011)
- Hell Yeah! (2013)